# Alexander Hardcastle
Sir Alexander Hardcastle a brit haditengerészet kapitánya és amatőr régész volt.
Alexander Hardcastle Henry Hardcastle és Maria Sophie Herschel, John Herschel lánya házasságából született. 1892 évtől a királyi brit haditengerészetben szolgált, többek közt 1895 és 1898 között a Straits Settlements (a Brit Keletindiai-Társaság gyarmatai Délkelet-Ázsiában és a Mallakka út) és később a második búr háborúban Dél-Afrikában, amiért őt a Queen’s South Africa Medal-lal tüntették ki. 1903 léptették elő, kapitány lett és 1907-ben nyugállományba helyezték, amelyből  1914–1917 között az első világháború során reaktiválták.
A 20. század elején Szicíliába, Agrigentóba költözött. Egész vagyonát az  a helyi régészeti feltárások támogatására fordította. Ezzel lehetővé tette Pirro Marconi ásatásait a 20-as években és a Heraklész-templom déli oldala nyolc oszlopának felállítását romaiból.
A régészet érdekében kifejtett szolgálataiért Sir Alexander Hardcastle Agrigento városának díszpolgára és  Italia koronája rendjének parancsnoka lett.

## Fordítás
- Ez a szócikk részben vagy egészben  az   Alexander Hardcastle című német Wikipédia-szócikk ezen változatának fordításán alapul.  Az eredeti cikk szerkesztőit annak laptörténete sorolja fel. Ez a jelzés csupán a megfogalmazás eredetét és a szerzői jogokat jelzi, nem szolgál a cikkben szereplő információk forrásmegjelöléseként.